# Juan Carlos Ablanedo Iglesias
Juan Carlos Ablanedo Iglesias (Mieres (Astúries), 2 de setembre de 1963), també conegut com a Ablanedo II i El Gatu és un exfutbolista asturià que jugava com a porter. Va ser internacional amb la selecció espanyola. Actualment, després dels seus estudis en Graduat Social, és agent de la Propietat Immobiliària.

## Biografia
Juan Carlos Ablanedo és un dels estendards de l'Escola de futbol de Mareo, on va començar a formar-se des que es va iniciar en el futbol. Al Sporting Atlètic va començar a demanar pas, però es va trobar amb Vujadin Boskov, qui no confiava en el per considerar que els seus 177 centímetres d'alçada eren insuficients per a un porter de categoria. Malgrat tot, el va fer debutar en l'equip, encara que la confiança li arriba amb el retorn de Novoa.
Ablanedo va estar 14 temporades a l'Sporting de Gijón i va jugar 398 partits, xifra que es va veure reduïda per les quatre greus lesions que va patir (turmell, genolls i clavícula), a més d'haver sofert l'inconvenient d'uns canvis de regles de joc que van influir negativament en la seva trajectòria final.
La seva agilitat va fer que li apodarán el Gatu. Amb uns reflexos sensacional, en la línia de meta era imbatible. Vicente Miera va ser el seu valedor per a dur-lo al Mundial de Mèxic, en l'etapa de Miguel Muñoz com a seleccionador, després d'una sensacional actuació a Saragossa on va sortir imbatut. Ràpid i decidit en les sortides, en l'u contra u es mostrava com un ressort.

## Selecció espanyola
Va ser internacional amb la selecció espanyola en les categories juvenil, i sub-21. Amb aquesta última, va guanyar el Campionat d'Europa, sent el protagonista de la final, contra Itàlia, a més de diverses aturades de mèrit durant els 90 minuts de joc i la pròrroga, la seva actuació durant els penals que van resoldre la final va ser totalment apoteòsica, detenint 3 dels 4 penals que van llançar els italians.
També va ser internacional absolut, participant en els campionats mundials de Mèxic (1986) i Itàlia (1990). Si bé no va tenir tant protagonisme al coincidir en l'època d'Andoni Zubizarreta. Debuta amb la selecció el 24 de novembre de 1986 davant Grècia en el Molinón.

## Participacions en Copes del Món
- Copa del Món de Futbol de 1986.
- Copa del Món de Futbol de 1990.

## Clubs
- Real Sporting de Gijón, lliga espanyola, 1984 - 1999

## Palmarès
- Campió d'Europa Sub-21
- Trofeu Zamora Temporada 1984-85
- Trofeu Zamora Temporada 1985-86
- Trofeu Zamora Temporada 1989-90